# Mount Faraway
Mount Faraway (von englisch faraway ‚weit weg‘) ist ein etwa 1175 m hoher, markanter und verschneiter Berg im ostantarktischen Coatsland. Er markiert den südlichen Ausläufer der Theron Mountains im Transantarktischen Gebirge.
Teilnehmer der Commonwealth Trans-Antarctic Expedition (1955–1958) unter der Leitung des britischen Polarforschers Vivian Fuchs entdeckten ihn im Jahr 1956. Seinen Namen verdankt er dem Umstand, dass den Expeditionsteilnehmern die Hundeschlittenfahrt zu ihm endlos vorkam.